# Пітер Макер
Пітер Макер Маньянг (англ. Peter Maker Manyang, нар. 1 січня 1994, Джуба) — південносуданський футболіст, який грає на позиції півзахисника в замбійському клубі «ЗЕСКО Юнайтед» та національній збірній Південного Судану.

## Клубна кар'єра
Пітер Макер народився у 1994 році в майбутній столиці Південного Судану Джубі. У дорослому футболі дебютував у 2015 році в клубі «Аль-Газель», у якому виступав до кінця 2018 року. У 2019 році став гравцем клубу «Амарат Юнайтед», у складі якого в перший рік виступів став володарем Кубка Південного Судану. У 2021 році перейшов до іншого південносуданського клубу «Мунукі», втім уже за півроку став гравцем замбійського клубу «ЗЕСКО Юнайтед».

## Виступи за збірну
У 2018 році Пітер Макер дебютував у складі національної збірної Південного Судану. У складі збірної брав участь у відбіркових матчах Кубка африканських націй та чемпіонату світу з футболу. Станом на середину 2023 року зіграв у складі збірної 25 матчів, у яких забитими м'ячами не відзначився.